# Michael Jecks
Michael Jecks (1960) è uno scrittore inglese originario del Surrey, poi trasferitosi nel Devon, che si occupa di storia, cultura e tradizioni della sua regione di origine.
Non nasce scrittore ma lo diventa dopo aver lavorato come ingegnere informatico.
Secondo quanto racconta lui stesso, l'idea di scrivere una storia medievale gli è venuta a seguito di una visita alla Fursdon House (Devon) mentre era in luna di miele.
Dalla sua penna è nata la ormai famosa serie medieval mystery delle inchieste di Sir Baldwin, composta da quindici romanzi, scritti e pubblicati nel giro di una manciata di anni.
Tradotti in Francia, Germania, Spagna, Paesi Bassi ed esportati in USA i thriller medievali di Jecks sono molto popolari in questi paesi al punto che sono nati circoli di fan, convention annuali e siti Internet.

Jecks vive in una fattoria di Dartmoor, in compagnia della moglie e di una figlia.

## Pubblicazioni in italiano
In italiano sono stati pubblicati 4 romanzi di Michael Jecks, con la traduzione di Cecilia Scerbanenco:
- Torneo di sangue: giallo medievale - Bresso - Hobby & Work - 2003
- L'ultimo templare: giallo medievale - Bresso - Hobby & Work - 2005
- La miniera del templare: giallo medievale - Bresso - Hobby & Work - 2006
- Il patibolo dell'abate: giallo medievale - Bresso - Hobby & Work - 2007